# Авија BH-26
Авија BH-26 (чеш. Avia BH-26) је чехословачки двоседи, једномоторни, двокрилни вишенаменски авион. Први лет авиона је извршен 1926. године.

Највећа брзина у хоризонталном лету је износила 242 km/h. Практична највећа висина лета је износила 5700 метара а брзина пењања 370 метара у минути. Размах крила је био 10,80 метара а дужина 8,85 метара. Маса празног авиона је износила 1080 килограма а нормална полетна маса 1760 килограма.

## Пројектовање и развој
Авиа BH-26 је био двоседи, једномоторни, двокрилни вишенаменски авион који се користио као наоружани извиђачки или двоседи тешки ловац са заштитом задње сфере. Пројектовали су га инжењери П.Бенеш и М.Хајн. Саграђен је у Чехословачкој фирми Авија 1926. а коришћен је од 1927 до 1940. године. Био је двокрилни авион са крилима једнаког распона и фиксним стајним трапом. И горња и доња крила су имала елероне великог распона, који су били динамички балансирани малим помоћним аеропрофилом постављеним на горњу површину доњих елерона. Његов дизајн је био типичан за овај тип авиона направљеног током Првог светског рата и наредних година; пилот и посматрач су седели у тандем отвореним кокпитима. Посматрач је био наоружаним митраљезом на прстенастом шкодином носачу. Као и код многих других авиона Авиа, BH-26 у прототипској изведби није имао фиксни вертикални стабилизатор, само кормило, али авиони из серијске производње су то имали због решавања проблема стабилности.

## Технички опис
Труп је дрвене конструкције обложен шперплочом а делом и платном, правоугаоног попречног пресека са благо заобљеном горњом страницом трупа. Предња страна кљуна, поклопац и облога мотора су били од алуминијумског лима. Конструкција трупа је била класична дрвена просторна решетка чија су поља укрућена жичаним дијагоналама. У трупу се налазила два отворена кокпит за пилота и стрелца. Пилот је био заштићен ветробранским стаклом. На другом кокпиту се налазило постоље за покретни митраљез. Резервоар за гориво се налазио између мотора и кокпита.
Погонска група се сасојала од 9-то цилиндарског, радијалног, ваздухом хлађеног, мотора Walter Jupiter IV снаге 308 kW (420 KS), и двокраке Авијине дрврене вучне елисе фиксног корака, направљене од ламинираног дрвета.
Горње крило је једноделно, правоугаоног облика са полукружним крајем и састоји се од две сандучасте рамењаче и ребара од шперплоче. Шперплочом је био покривен простор између рамељача а цело крило обложено платном. Доње крило је дводелно исте конструкције као и горње и имало је већи размах од горњег крила. Само доње крило је било опремљено елеронима (крилцима) дрвене конструкције обложене платном и причвршћени за другу рамењачу. Међукрилни подупирачи облика латиничног слова N као и конструкција балдахина која носи горње крило су направљени од заварених челичних цеви. Сви жичани затезачи између крила су удвојени и на местима укрштања спојени одстојницима. На овај начин смањене су осцилације жичаног затезног система за време лета авиона.
Хоризонтални стабилизатор је имао дрвени оквир који се састојао од две греде и ребара, цео стабилизатор је био прекривен платном. Кормило правца и вертикални стабилизатор су имали конструкцију од заварених челичних цеви прекривених платном. Висинска кормила су такође била од челичних цеви прекривених платном. Управљање кормилима је било механичким путем, помоћу полуга и челичних сајли.
Стајни трап авиона је фиксан направљен од танкозидих заварених челичних цеви са фиксном челичном осовином и два точка са гумама од тврде гуме. Амортизација точкова се вршила помоћу гумених трака. Испод репа авиона налази се дрвена еластична дрљача.

## Наоружање
Авион је био наоружан са два фиксна митраљеза Викерс калибра 7.7 mm који су гађали кроз обртно поље елисе и један двоцевни митраљез Левис кал. 7,7 mm, постављен на рунделу у другом кокпиту.
| Наоружање авиона: Авија        |                        |
| Ватрено (стрељачко) наоружање  |                        |
| Топ                            |                        |
| Митраљез                       |                        |
| Број и ознака митраљеза        | 2 x Vickers; 2 x Lewis |
| Калибар                        | 7,7                    |
| Бомбардерско наоружање (бомбе) |                        |
| Ракетно наоружање (ракете)     |                        |

## Верзије
Произведено је само 8 истоветних примерака ових авиона.

## Оперативно коришћење
Свих 8 авиона овог типа су били распоређени по ваздухопловним јединицама Чехословачке и никад нису били распоређени као авиони прве линије, нити груписани у јединствену формацију.

## Земље које су користиле авион
- Чехословачка
- Нацистичка Немачка